# Myotis dasycneme
Il vespertilio dasicneme (Myotis dasycneme  Boie, 1825) è un pipistrello della famiglia dei Vespertilionidi diffuso nell'Ecozona paleartica.

## Etimologia
L'epiteto specifico deriva dalla combinazione delle due parole greche δάσος-, pelosa e -κνήμη, tibia, con allusione alla caratteristica morfologica distintiva.

## Descrizione

### Dimensioni
Pipistrello di piccole dimensioni, con la lunghezza della testa e del corpo tra 57 e 68 mm, la lunghezza dell'avambraccio tra 43 e 49 mm, la lunghezza della coda tra 43,5 e 53 mm, la lunghezza del piede tra 11 e 12 mm, la lunghezza delle orecchie tra 17 e 19 mm, un'apertura alare fino a 30 cm e un peso fino a 20 g.

### Aspetto
La pelliccia è lunga e folta. Le parti dorsali variano dal bruno al bruno-grigiastro, mentre le parti ventrali variano dal grigio chiaro al bianco-giallastro. Il muso è brunastro. Le orecchie sono grigio-brunastre, relativamente corte, strette e con l'estremità arrotondata. Il trago è largo, con la punta arrotondata e lungo meno della metà del padiglione auricolare. Le membrane alari sono grigio-brunastre e attaccate posteriormente sulle caviglie. I piedi sono grandi. La tibia è ricoperta di corti peli biancastri. La coda è lunga ed inclusa completamente nell'ampio uropatagio, il quale è ricoperto di peli biancastri sulla superficie ventrale. Il pene è affusolato. 

### Ecolocazione
Emette ultrasuoni ad alto ciclo di lavoro sotto forma di impulsi di breve durata a frequenza modulata iniziale di 74 kHz, finale di 28,1 kHz e massima energia a 36 kHz. Negli spazi aperti tende a produrre segnali a banda più stretta.

## Biologia

### Comportamento

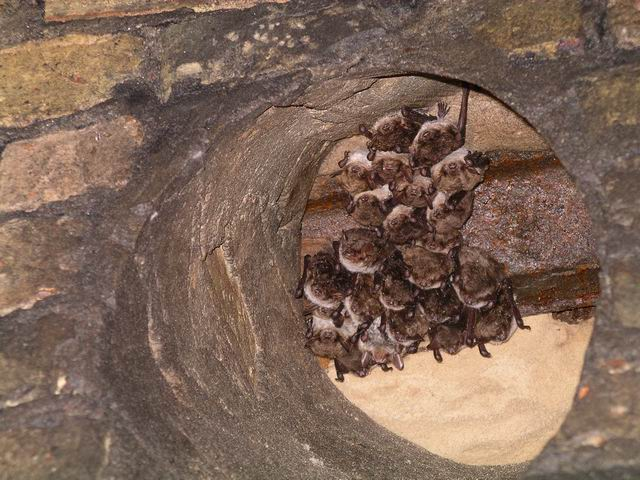
Colonia all'interno di una cantina

In estate si rifugia in edifici, fienili, bat-boxes e cavità degli alberi dove forma vivai di diverse centinaia di femmine talvolta insieme ad altre specie di pipistrelli come il pipistrello di Nathusius e il serotino bicolore, mentre in inverno preferisce ricoveri sotterranei come grotte e gallerie a non più di 300 metri di altitudine, con temperature di 0-7,5 °C e umidità relativa tra l'80 e il 100%, dove entra in ibernazione da ottobre fino a metà marzo o inizi di aprile solitariamente o in gruppi fino a 100 esemplari. L'attività predatoria inizia a tarda sera fino a circa 10 km dai rifugi. Il volo è rapido, agile e irregolare. Si tratta di una forma sedentaria sebbene siano stati osservati spostamenti tra i diversi siti stagionali fino a 330 km.

### Alimentazione
Si nutre di insetti, inclusi moscerini chironomidi, catturati in volo su radure, ai margini dei boschi o sopra la superficie di specchi d'acqua.

### Riproduzione
Danno alla luce un piccolo alla volta tra maggio e luglio dopo una gestazione di 50-60 giorni. Gli accoppiamenti avvengono dalla fine di agosto fino alla primavera seguente, spesso anche durante i periodi di ibernazione. Il nascituro è in grado di volare dopo a circa un mese di vita e diventa completamente indipendente a circa 7-8 settimane dalla nascita. Le femmine diventano mature sessualmente a due anni di età. L'aspettativa di vita media in natura è di 3 anni, tuttavia è stata riscontrata una longevità fino a 20 anni e mezzo.

## Distribuzione e habitat
Questa specie è diffusa dall'Europa centro-occidentale fino alla Cina nord-orientali. È presente nella Francia nord-orientale, Belgio, Paesi Bassi, Lussemburgo, Germania centrale e settentrionale, Danimarca, Polonia, Repubblica Ceca settentrionale, Slovacchia sud-orientale, Ungheria; Croazia e Serbia nord-orientali, Bulgaria, Romania, Moldavia, Ucraina occidentale, Bielorussia, Lituania, Lettonia, Estonia, Svezia sud-occidentale, Russia europea fino al Territorio dell'Altaj e al fiume Enisej, Kazakistan nord-occidentale e nord-orientale, province cinesi dello Shandong, Mongolia interna e Heilongjiang. In Italia è stata riportata soltanto un'osservazione effettuata nel 1881 presso Trento; una checklist del 2019 non conferma la sua presenza sul territorio italiano.
Vive nei boschi, pascoli e insediamenti umani fino a 1.500 metri di altitudine. Si trova principalmente lungo i fiumi, nelle aree palustri e più raramente sui laghi o specchi d'acqua artificiali.

## Conservazione
La IUCN Red List, considerato il declino passato della popolazione di circa il 30% negli ultimi 15 anni a causa della perdita o del degrado del proprio habitat, classifica M.dasycneme come specie prossima alla minaccia di estinzione (Near Threatened).